# سلمندر (سفينة)
السلمندر كانت سفينة حربية تابعة للبحرية الملكية الأسكتلندية في القرن السادس عشر. كانت هدية زفاف من فرانسيس الأول من فرنسا إلى جيمس الخامس من اسكتلندا.

## في البحرية الإنجليزية
كانت السالاماندر العاملة في الأسطول الإنجليزي تزن 300 طن مع طاقم مكون من 220 رجلاً. صنفت في لفائف أنطوني ع ل ى أنها من تصنف الجالياس. عادت السفينة إلى اسكتلندا في أسطول غزو إدوارد كلينتون في أغسطس 1547 م، ومن المفترض أنها ساهمت في القصف البحري آنذاك. وقد تكون السفينة قد دمرت في وقت متأخر من العام 1574 م.

## روابط خارجية
- السلمندر في لفائف أنطوني على ويكي مصدر
- الكتريك اسكتلندا ، Leiths sea-dogs: The fighting Bartons